# Phyle herbuloti
Phyle herbuloti är en fjärilsart som beskrevs av Frederick H. Rindge 1990. Phyle herbuloti ingår i släktet Phyle och familjen mätare. Inga underarter finns listade i Catalogue of Life.